# Ichnusa
Birra Ichnusa, eller bara Ichnusa, är ett populärt sardinskt öl, vars äldsta bryggeri ligger i orten Assemini, strax utanför Sardiniens huvudstad Cagliari. Namnet härstammar från det latinska namnet för Sardinien, Hyknusa, Ιχνουσσα.
Birra Ichnusa är en lager (4.7 %) med en påtaglig smak av humle.
Birra Ichnusa grundades år 1912 och ägs idag av Heineken.
År 2006 introducerades ett andra öl i sortimentet, Jennas, ett opastöriserat, ljust öl med en bitter och något intensivare smak än originalet.